# Marek Grechuta

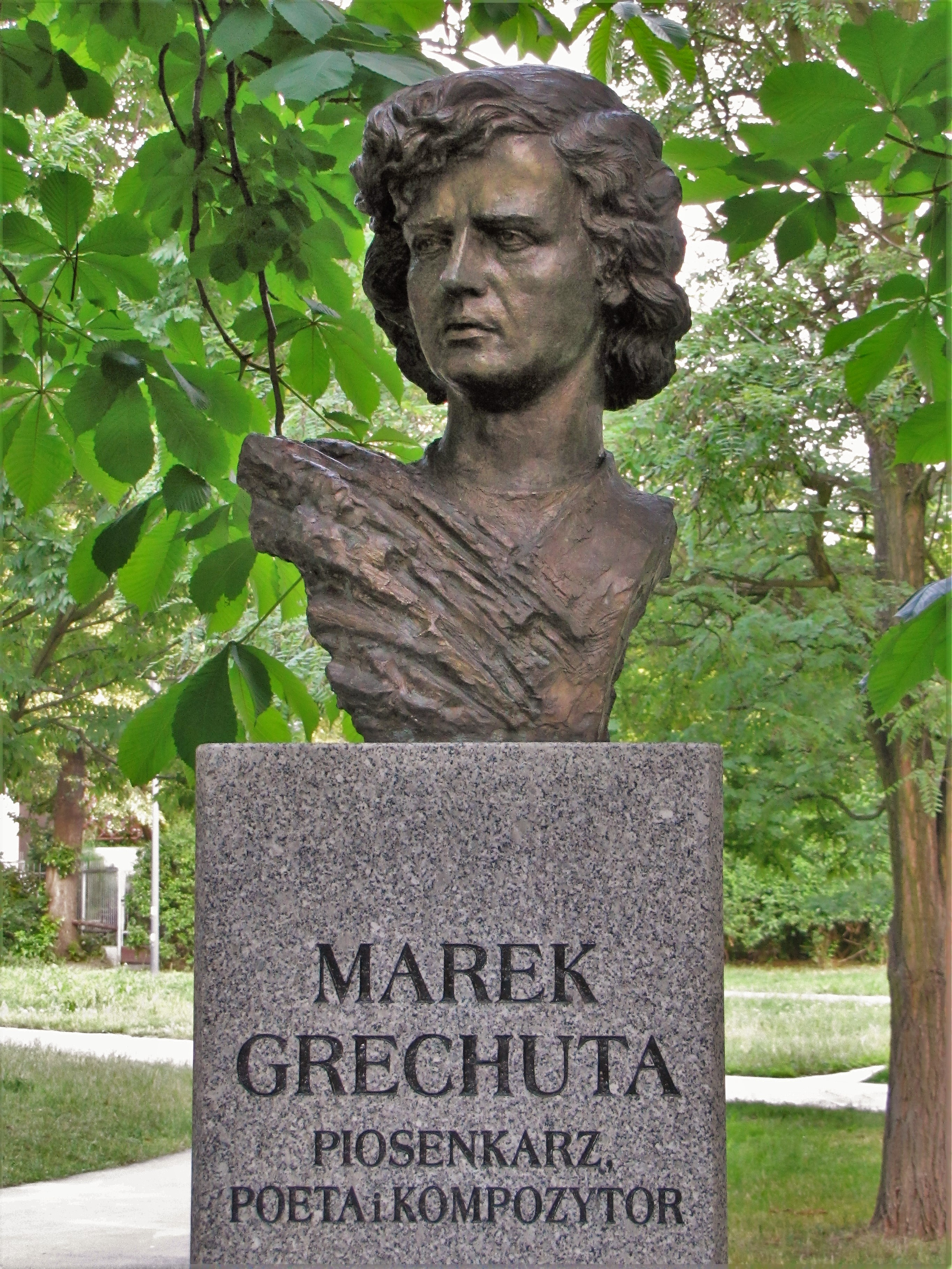
Escultura conmemorativa de Marek Grechuta, representante de la canción polaca, ubicada en Kielce, Polonia.

Marek Michał Grechuta (10 de diciembre de 1945 - 9 de octubre de 2006) - Músico y compositor de Polonia.
Nació en la ciudad de Zamość, estudió arquitectura en la Universidad de Tecnología de Cracovia. Allí conoció al compositor Jan Kanty Pawluśkiewicz, con quien fundó el cabaret estudiantil Anawa en 1967. En el mismo año consiguió el segundo lugar en el VI Concurso Nacional de Músicos Estudiantes (VI Ogólnopolski Konkurs Piosenkarzy Studenckich) y también recibió un premio por Tango Anawa, con letras escrita por él mismo y música de Jan Kanty Pawluskiewicz. En 1971 dejó Anawa y fundó la banda WIEM.
Grechuta creó muchos éxitos populares, con canciones que hacen énfasis en uso de la poesía y elementos literarios. Es coautor de la música de Exodus (escrito por L. A. Moczulski) en el Teatro STU de Cracovia (1974), y coescribió la adaptación musical Szalona lokomotywa de Stanislaw Witkiewicz, en 1977. En el año 2003 colaboró con la banda Myslovitz y volvió a grabar su antigua canción Kraków (Cracovia), haciendo dueto con el cantante de la banda. Su canción Dni, których nie znamy (Los días que aún no conocemos) es el canto de batalla del Club de Fútbol Korona Kielce.
Marek Grechuta murió en el año 2006 en Cracovia. Lo sobrevive su esposa Danuta, con quien se casó en el año 1970, y su hijo Lukasz. Sus restos descansan en el Cementerio Rakowicki de Cracovia.

## Discografía
- Marek Grechuta & Anawa (1970)
- Korowód (1971)
- Droga za widnokres (1972)
- Magia obłoków (1974)
- Szalona lokomotywa (1977)
- Pieśni Marka Grechuty do słów Tadeusza Nowaka (1979)
- Śpiewające obrazy (1981)
- W malinowym chruśniaku (1984)
- Wiosna - ach to ty (1987)
- Krajobraz pełen nadziei (1989)
- Ocalić od zapomnienia (1990)
- Piosenki dla dzieci i rodziców (1991)
- Dziesięć ważnych słów (1994)
- Niezwykłe miejsca (2003)

### Colectivos
- Zehnkampf - Festival des politischen Liedes 1970-1980 (1980)

- Datos: Q361642
- Multimedia: Marek Grechuta / Q361642